# Himalayan (rasa kota)
Himalayan (USA) lub Colourpoint (reszta świata) – rasa kota powstała w wyniku krzyżowania kotów perskich z kotami syjamskimi.                        
Zwierzęta mają długą, puszystą sierść, która zwykle jest ciemniejsza (jak u kota syjamskiego) na głowie i ogonie. Pyszczek kota sprawia wrażenie, że zwierzę wydaje się cały czas zdenerwowane.